# منافسة مفتوحة
في إدارة البحث والتطوير وتطوير النظم ، فإن المنافسة المفتوحة أو التعاون المفتوح هو مصطلح حديث لوصف التعاون بين المنافسين في مجال المصدر المفتوح. تم صياغة المصطلح لأول مرة من قبل العلماء خوسيه تيكسيرا وتينجتينج لين لوصف كيف تتنافس الشركات مع منتجات مماثلة في نفس الأسواق (مثل أبل، سامسونج، جوجل، نوكيا) ، التي تتعاون مع بعضها البعض في تطوير -مصدر المشاريع (على سبيل المثال ، ويب كيت).
بمعنى آخر فإن التنافس المفتوح يشيرإلى علاقة متناقضة بين فاعلين أو أكثر مشاركين في وقت واحد في تفاعلات تعاونية وتنافسية؛